# Rock Lee
Rock Lee (ロック・リー; Rokku Rí) egy kitalált szereplő Kisimoto Maszasi Naruto című manga- és animesorozatában. Kisimoto saját bevallása szerint Rock Leet szereti a legjobban rajzolni, és valójában azzal a céllal hozta létre, hogy az emberi gyengeségeket testesítse meg benne. A manga- és animesorozatban Lee Avarrejtek falujának egyik nindzsája, a Gai Csapat egyik tagja Hjúga Nedzsi, Tenten és a csapat vezetője, Maito Gai mellett. Mivel Rock Lee nem képes alkalmazni a legtöbb különleges nindzsa technikát, készségei fejlesztését inkább a taidzsucu, egy küzdősportokhoz hasonló nindzsatechnika elsajátítására koncentrálta. Lee vágya, hogy hiányosságai és hátránya ellenére egyszer mégis teljes értékű nindzsa váljék belőle. Rock Lee a Naruto-sorozathoz kapcsolódó és annak részét képező animációs filmek közül kettőben, egy OVA-epizódban és több videójátékban is szerepelt.
Leet több dicsérő és negatív kritika is érte a mangákkal és animékkel foglalkozó média részéről. Az IGN a szereplőt Bruce Lee-hez és Noel Gallagherhez hasonlította, az Anime News Network pedig a sorozat „legostobább kinézetű” szereplőjének nevezte. A Naruto olvasóinak körében Lee igen közkedveltté vált, mely a népszerűségi szavazások alkalmával is kitűnik. Népszerűsége miatt számos őt mintázó reklámtermék, köztük akció- és plüssfigurák is készültek.

## A szereplő megalkotása és az alapelgondolás
Kisimoto Maszasi a Shonen Jump Naruto Anime Profiles Episodes 1-37 című kiadványának egyik interjújában úgy nyilatkozott, hogy a sorozat szereplői közül Rock Leet szereti a legjobban rajzolni. Lee kinézetének és megjelenésének tervezésekor Kisimoto azt szerette volna, ha a szereplő kézifegyvereket, többek között nuncsakut használt volna. Ez az ötlet végül időhiány miatt nem valósult meg. Kisimoto azt is megjegyezte, hogy eredetileg Leet az emberi gyengeségek megtestesüléseként alkotta meg, mely szimbolizmus Haruno Szakura megtervezésekor is fontos szerepet játszott. Mivel a szereplő a Naruto megjelenése során egyre több rajongót szerzett, Rock Lee a sorozatot népszerűsítő képeken is egyre előkelőbb helyet vívott ki magának más mellékszereplőkkel szemben.

## A szereplő ismertetése

### Kapcsolatai és személyisége
Mikor Lee belépett Avarrejtek nindzsa-akadémiájára, társai sokat bántották őt, mivel másokkal szemben ő nem volt képes még az alap nindzsa technikákat sem elsajátítani. Ennek hatására Lee egyre keményebben kezdett edzeni. Miután végzett az akadémián, Lee a Maito Gai által vezetett Gai Csapathoz került. Tanárát lenyűgözte a fiatal nindzsa eltökéltsége és személyes céljának tekintette, hogy segítse a fiút célja elérésében, hogy kiváló nindzsa váljék belőle. Tanárával való szoros kapcsolata miatt Lee idővel Gai stílusát és mentalitását is átvette, köztük a tanára által viselt zöld overált és gombafrizurát, valamint azon hozzáállását, hogy az adott szót becsületbeli kérdés megtartani. Lee hisz abban, hogy kemény munkával és tántoríthatatlan lelkesedéssel képes felülmúlni mások természetes adottságait a dzsucuk használatára, így kész volt felvenni a harcot a „zseniknek” tartott Hjúga Nedzsivel és Ucsiha Szaszukével is. Annak ellenére, hogy Lee mindig új ellenfelek után kutat, egyben tiszteli is azokat, nem neheztel arra aki legyőzi őt és igyekszik viszonozni ha valaki segítségére van. Lee beszédstílusa a mangában és az animében igen tisztelettudó és udvarias a japán és az angol változatban egyaránt. Az eredeti változatban gyakran használ olyan megszólításokat mint a szan vagy a kun, az angol változatban pedig sohasem használ rövidített nyelvtani formákat.

### A sorozatban való szereplésének áttekintése
Rock Lee először a nindzsák évente kétszer esedékes Nagy Csúnin-választó Vizsgájának egyik résztvevőjeként tűnik fel a sorozatban. A vizsga során Lee a Homokrejtek falujából származó Gárával kerül szembe, aki összezúzza Lee bal karját és lábát, olyan súlyosan megsebesítve Leet, hogy az képtelen tovább folytatni a vizsgát. Mikor Cunade, Avarrejtek egyik orvosi nindzsája visszatér a faluba, hogy átvegye a falu vezetésének kötelezettségeit, vagyis a hogake címet, felajánlja hogy megműti a fiút. Bár a műtét sikerének esélye csupán ötven százalék, Lee tanára, Gai arra biztatja a fiút, hogy ezt az esélyt is meg kell ragadnia. Lee végül beleegyezik a műtétbe, melynek során sikerül rendbehozni a fiú karját és lábát. Rögtön a műtét után Lee csatlakozik a Nara Sikamaru által vezetett nindzsákhoz, akik megpróbálják megakadályozni Ucsiha Szaszukét abban, hogy átpártoljon Avarrejtektől Hangrejtekhez. Lee a küldetés során Hangrejtek egyik ellenséges nindzsájával, Kimimaróval veszi fel a harcot. Mikor Lee kezd alulmaradni a csatában Gára hirtelen közbelép és folytatja a harcot. A Második rész során Lee megszerzi a csúnin rangot és csapatával megpróbálja megmenteni Gárát, akire az Akacuki nevű bűnszervezet vetette ki a hálóját.

### Képességei és készségei
A sorozat legtöbb szereplőjével ellentétben Lee nem képes a nindzsucuk és a gendzsucuk használatára, melyek a legelterjedtebb nindzsa technikák a Naruto világában. Hogy ellensúlyozza ezen hiányosságát, Lee a taidzsucu használatát sajátította el magas szinten, ami kizárólag fizikai támadásokból áll. Ezeket a támadásokat Lee Gai felügyelete alatt tanulta meg alkalmazni, aki egyéni edzőtervet kidolgozott ki a fiú számára. Ennek részeként Lee nehéz súlyokkal a bokáján gyakorol, melynek eredményeként rendkívüli gyorsaságot sajátított el, mozgása elmosódik a külső szemlélő számára.
A taidzsucu technika melyet Gai Leenek tanít az Góken (剛拳, ’Erős ököl’) stílusra épül. Ennek a stílusnak a része a nyolc csakra kapu, mely a test csakráját használja, egy energiafajtát ami természetfeletti képességekkel ruházza fel használóját. A kapuk megnyitása, mely még a legtehetségesebb nindzsák számra is nehéz feladat, Lee egészsége árán ugyan, de megnöveli taidzsucu technikáinak erejét és gyorsaságát. Ezek közül a technikák közül egyik legjelentősebb a Lótusz (蓮華; Renge) technika, melynek lényege, hogy számos gyors támadás a levegőbe repíti az ellenfelet, majd pedig egy hatalmas koncentrált csapás a földhöz vágja. Az Góken technikája mellett Leenek született fogékonysága van az úgynevezett Részeges ököl (酔拳; Szuiken) stílusra is. Ha akárcsak egy csepp alkoholt is elfogyaszt, azonnal lerészegedik és a megfelelő koordináció hiánya miatt előreláthatatlan elemeket alkalmaz a harc során.

## Megjelenése a manga- és animesorozaton kívül
Lee számos helyen feltűnt a manga- és animesorozaton kívül is. A sorozathoz kapcsolódó harmadik, Dai Kófun! Mikadzuki-dzsima no Animaru Panikku Dattebajo! című animációs filmben Lee a 7-es Csapat tagjaként szerepel. A Gekidzsóban Naruto Sippúdenben, mely a sorozat Második része alatt játszódik Uzumaki Naruto, Haruno Szakura, Hjúga Nedzsi és Lee azt a feladatot kapják, hogy védjék meg Sion úrnőt, akinek egy szertartást kell elvégeznie, hogy megfékezzen egy démoni sereget. Lee szereplője a harmadik OVA epizódnak is, melyben egy bajnokságon vesz részt. Taira Kendzsi tollából egy saját manga- és animesorozatot is kapott a szereplő Naruto SD – Rock Lee no szeisun Full-Power ninden (röviden Rock Lee Special) címmel. A sorozatban az ő szemszögéből mutatják be a történetet, de egy kicsit sorozattól eltérően.
Lee szinte mindegyik Naruto-videójátéknak választható karaktere, így a Clash of Ninja-sorozatnak és a Ultimate Ninja-sorozatnak is. Néhány játékban olyan támadásokat és képességeket is képes bevetni, melyek a mangában és az animében nem voltak láthatóak. A Naruto Shippūden: Gekitou Ninja Taisen EX az első olyan, a sorozat Második része alatt játszódó videójáték, melyben Lee is megjelenik, melyet a Naruto Shippūden: Narutimate Accel követett.

## Kritikák és a szereplő megítélése
Lee a Sónen Jump hivatalos népszerűségi szavazásán mindig bekerült az első tíz szereplő közé és egyszer még az ötödik helyet is elérte. Ez alól kivétel a legutolsó, 2006-os szavazás, mikor Lee elveszítette helyét az első tíz legnépszerűbb szereplő között. Brian Donovan, Lee angol szinkronhangja, egy interjú során úgy nyilatkozott, hogy azért kedveli a szereplőt, mivel úgy érzi Lee megpróbál „felnőni a fényes páncélú lovag szerepéhez, de közben sokat csetlik-botlik”. Számos Rock Leet mintázó reklámtermék és játék készült, köztük akció- és plüssfigurák valamint kulcstartók.
Számos, a mangákkal, animékkel, videójátékokkal és egyéb kapcsolódó ágazatokkal foglalkozó média illette pozitív, illetve negatív kritikával a szereplőt. Rock Lee az IGN szerkesztőségének kedvenc Naruto-szereplője, akik ismertetőjükben a fiú személyiségét Bruce Lee-hez és Noel Gallagherhez hasonlították. Mindemellett azonban „igen merev” szereplőnek is nevezték udvarias modora miatt. Az Active Anime pozitívan ítélte meg a komikus megjelenésű Lee bemutatását a cselekmény egy igen feszült pontján. Az Anime News Network véleménye szerint Rock Lee a Nagy Csúnin-választó Vizsga „sztárja” volt, aki egymaga mentette meg a történetet, mely bár szórakoztató de mégis könnyen feledhető lett volna nélküle. Az ANN emellett Leet a sorozat, pozitív értelemben vett „legostobább kinézetű” szereplőjének is nevezte és dicsérettel adózott Kisimoto „nindzsa-punk érzékenységének”, mely segítségével képes Leet „nagyon menőnek ábrázolni mikor az akció kezdetét veszi”. Rock Lee elnyerte a Neo magazin által kiosztott 2007-es NEO-díjat a „legjobb anime szereplő kategóriájában”.

## Külső hivatkozások
- Rock Lee a Leafninja.com oldalain (angolul)
- Rock Lee a Narutopedia oldalain Archiválva 2009. január 31-i dátummal a Wayback Machine-ben (németül)
- Rock Lee a Narutopedia (Wikia Entertainment) oldalain (angolul)